# Pericondrio
El pericondrio es un tejido que rodea el tejido cartilaginoso y le aporta sustancias nutritivas. Esto se debe a que al tejido cartilaginoso no llegan vasos sanguíneos ni linfáticos (es avascular); tampoco llegan nervios. Así, su nutrición es por imbibición. Además, el pericondrio funciona como fuente de sustancias cartilaginosas nuevas.
Tiene función de reserva de células madre y regeneración.
El pericondrio se encuentra compuesto por dos capas una externa o fibrosa y otra interna o condrógena.
Externa o fibrosa: Posee fibras colágenas, fibroblastos y fibrocitos.
Interna o condrogena: Posee células condrogenicas las cuales comienzan su transformación en condroblastos (formadores del tejido cartilaginoso propiamente dicho).
Solo se encuentra en dos de los tres tipos de cartílago, en el hialino y en el cartílago elástico, quedando sin esta membrana el fibrocartílago.
- Datos: Q663949

Es una variedad de tejido conjuntivo. Es el principal tejido de sostén junto con el tejido óseo. Su función principal es soportar la masa corporal.
Está caracterizado por una sustancia fundamental sólida, parecida al plástico, elástica, capaz de un rápido crecimiento y que mantiene siempre la consistencia. Está formado por células, una matriz y el pericondrio (parecido a una membrana).